# Ll (digráf)
Az Ll, ll egy digráf, amely bizonyos latin betűs nyelvekben különböző, az l-hez közel álló beszédhangokat jelöl, és az ábécében különálló betűként tartják számon.

## Hangértéke

### Az újlatin nyelvekben
- A klasszikus spanyolban, valamint a katalán, aragóniai, galiciai és asztur-leóni nyelvekben a palatalizált l [ʎ] hangot jelöli.
- A modern spanyolban hangértéke nyelvjárástól függően lehet kb. j [ʝ], gy [ɟ], dzs [d͡ʒ], zs [ʒ] vagy s [ʃ] is.

### Az albánban
- Az albán nyelvben a veláris („kemény”) l hangot jelöli, amelynek megkülönböztető értéke van a rendes l-lel szemben.

### A walesiben
- A walesi nyelvben a zöngétlen l hangot jelöli, amelynek megkülönböztető értéke van a rendes l-lel szemben.

### A baszkban
- A baszk nyelvben az -il- kapcsolat alternatív írásmódja a palatalizált l jelölésére, az egységesített irodalmi nyelvben (euskara batua) nem használják.

### A kecsuában
- A kecsua nyelvben a palatalizált l [ʎ] mássalhangzót jelöli.

## Lásd még
- Latin ábécé